# Kenichi Yumoto
Kenichi Yumoto –en japonés: 湯元健一, Yumoto Kenichi– (Wakayama, 4 de diciembre de 1984) es un deportista japonés que compitió en lucha libre. Su hermano gemelo Shinichi también compite en lucha.
Participó en dos Juegos Olímpicos de Verano, obteniendo una medalla de plata en Pekín 2008, en la categoría de 60 kg, y el quinto lugar en Londres 2012. Ganó una medalla de bronce en el Campeonato Mundial de Lucha de 2011.

## Palmarés internacional
| Juegos Olímpicos   | Juegos Olímpicos   | Juegos Olímpicos  | Juegos Olímpicos |
| Año                | Lugar              | Medalla           | Categoría        |
| ------------------ | ------------------ | ----------------- | ---------------- |
| 2008               | Pekín (China)      | Medalla de plata  | 60 kg            |
| Campeonato Mundial |                    |                   |                  |
| Año                | Lugar              | Medalla           | Categoría        |
| 2011               | Estambul (Turquía) | Medalla de bronce | 60 kg            |